# 芭蕉科
芭蕉科（学名：Musaceae）为单子叶植物姜目的一科。最常见的品种为芭蕉属的香蕉。

## 形态
多年生高大草本，单生不分枝，结一次或多次果。

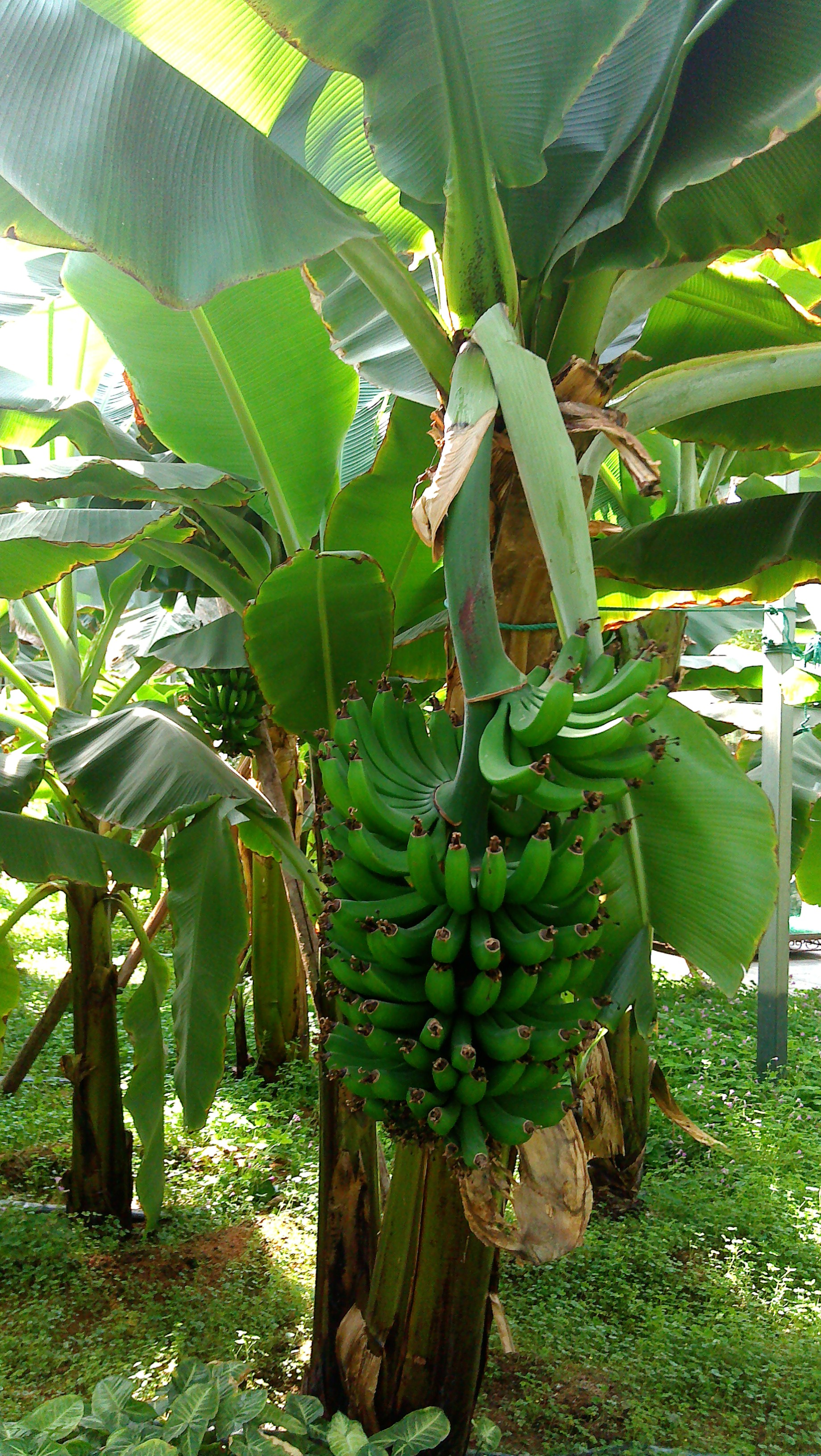
綠色未熟香蕉

叶螺旋状排列，有厚的中肋和多数羽状平行脉；幼叶芽时呈卷筒状。
花常为单性，偶有两性，成1或2列簇生于着色的大苞片内。花序直立，下垂或半下垂。雄花着生于上部的苞片内，雌花着生于下部的苞片内。合生花被片位于外轮，先端具5(3+2)齿或3深裂成条形，中裂片两侧有一个小裂片或无小裂片。离生花被片位于内轮，长圆形至近圆形，全缘或具尾尖或具3尖头，两侧裂片近圆形而中裂片为狭长具长尖头。雄蕊5，完全，第6个雄蕊不存在或为较小的退化雄蕊，花丝丝状，花药线形，2室，花粉粒表面为规则的疣状（象腿蕉属）或细颗粒状（地涌金莲属、芭蕉属）。子房下位3室，每室有多数生于中轴胎座的胚珠。花柱丝状，柱头具小裂片或近头状。
浆果肉质，通常不开裂，3室。种子有厚硬的外种皮，光滑或具疣；胚直，有丰富的胚乳。染色体基数x＝9、10、11，稀7、9。

## 分布
有3属60余种，主要分布于亚洲及非洲热带地区,种数最多的在印度东南亚至泰国地区，其次是印度尼西亚。中国有3属12种，除1种（芭蕉）可北达秦岭、淮河露地栽培外，其余各种均产于西南至东南及台湾的热带及亚热带地区。

## 分类
- 象腿蕉属 Ensete Bruce ex Horan., 1862
- 芭蕉属 Musa L., 1753
- 地湧金莲属 Musella (Franch.) H.W.Li, 1978

1978年C.Y.Wu和H.W.Li将地湧金莲（Musella lasiocarpa）升格为一独立的属并得到国际植物界的认同。

## 延伸阅读
[在维基数据编辑]
 《欽定古今圖書集成·博物彙編·草木典·蕉部》，出自陈梦雷《古今圖書集成》

## 參閲
- 阿比西尼亞香蕉（英语：Ensete ventricosum）(pseudo-banana/false banana)